# Alcazaba, Mérida
Alcazaba v Méridi, Španija (špansko Alcazaba de Mérida), je arabska trdnjava iz 9. stoletja, ki je skupaj z drugimi zgodovinskimi zgradbami v Méridi uvrščena na Unescov seznam svetovne kulturne dediščine.
Trdnjava stoji pri rimskem mostu (Puente Romano) čez reko Guadiana. Zgradil jo je kordovski emir Abd Al Rahman II. leta 835 da bi obvladoval mesto, ki se je leta 805 uprlo. Bila je prva arabska alcazaba (iz arabskega القصبة [al-qasbah] - citadela) na Iberskem polotoku. Obzidje je kvadratne oblike s stranicami 130 m. Visoko je 10 m in široko 2,7 m. Za njeno gradnjo so uporabili ostanke rimskega obzidja in granitnih vizigotskih zgradb. V obzidju je 25 pravokotnih obrambnih stolpov.  Na južni strani alcazabe je aljibe, cisterna za deževnico in vodo, ki je preko peščenih filtrov pritekala pod zemljo iz reke Guadiana.
Trdnjava je bila dostopna z rimskega mostu skozi majhen obzidan prostor alcarazejo, v katerem so nadzirali promet ljudi in dovoz dobrin v mesto. Iz alcarazeja vodijo glavna vrata v vojaški del trdnjave, ob katerih sta dva stražna stolpa. Na podkvastem loku je napis, posvečen graditelju trdnjava Abd Al Rahmanu II..
Na alcazabo se naslanja samostan reda svetega Jakoba (Santiago), v katerem je trenutno sedež uprave Avtonomne regije Estremadura.